# Alessandro Biffignandi
Alessandro Biffignandi (Roma, 8 ottobre 1935 – 21 gennaio 2017) è stato un illustratore, fumettista e pittore italiano riconosciuto maestro dell'illustrazione, noto soprattutto come autore delle copertine di numerose serie a fumetti per adulti degli anni settanta e ottanta.

## Biografia
Esordì a 17 anni come disegnatore lavorando alla serie a fumetti di Capitan Walter pubblicata dalla AVE; due anni dopo divenne apprendista presso l'illustratore Averardo Ciriello e, l'anno seguente, fu assunto dallo studio di Augusto Favelli, uno dei maggiori produttori di manifesti cinematografici italiani; qui ne realizzò molti come quelli per i film La voce che uccide (1956), Orlando e i paladini di Francia (1956), L'invasione degli ultracorpi (1956), Il momento più bello (1957) o La morte viene dallo spazio (1958), America di notte (1961), Pasqualino Cammarata... capitano di fregata (1973).
Tornò a occuparsi di fumetti dopo essersi trasferito a Milano nel 1958 dove, presso lo studio di Rinaldo Dami realizzò storie per editori stranieri, disegnando copertine dipinte per pubblicazioni a fumetti tascabili francesi come Nevada, Hondo, Kiwi, Yuma e Rodeo, edite dalla casa editrice Lug di Lione; per l'editore britannico Fleetway realizzò le copertine delle serie The Spider e Johnny Nero della collana Fleetway Super Library, ma anche per le molte altre serie di genere bellico come Air Ace, War, Battle, War at Sea, Giant War e altre; realizzò illustrazioni anche per The Wonderful Story of Britain della Treasure nel 1963); realizzò oltre 500 copertine per pubblicazioni inglesi mentre in Italia ne realizzò per pubblicazioni come I Rosa Mondadori, Intrepido, Il Monello, Lanciostory e UFO. Negli anni sessanta realizzò anche storie a fumetti per le serie Rombo Bill, Flambo, Antonin, Agent Special K3, Sergeant Fury e Peter Berg.
Negli anni settanta e ottanta fu uno dei principali copertinisti di serie a fumetti per adulti pubblicate dalla Ediperiodici di Giorgio Cavedon e dalla Edifumetto di Renzo Barbieri, realizzando opere che vennero poi riconosciute di alta qualità per serie come Zora la vampira, Casino e Biancaneve, oltre a Cimiteria, Belzeba, Wallestein e molti altri; in questo periodo realizzava fino a venti tavole al mese, creando per la Edifumetto centinaia di copertine.
Concluse poi l'attività con gli editori di fumetti per dedicarsi a lavori per riviste e libri per editori del Regno Unito, degli Stati Uniti e italiani realizzando anche illustrazioni per riviste italiane come La Tribuna illustrata, La Domenica del Corriere, Grazia e Confidenze. Ha anche realizzato dipinti a olio su commissione. Nel 2012 dipinse anche qualche copertina per la serie Fantomen, edizione svedese del fumetto Panthom di Lee Falk.
Morì nel 2017.

## Riconoscimenti
- Mostra a Perugia, presso il Palazzo della Penna nel 2014.[2]
- Sex and Horror: The Art of Alessandro Biffignandi (2016) - raccolta inglese dei lavori per i film horror, fantasy e fantascientifici, pubblicata da Korero Press.[2]

## Opere
- L'arte di Alessandro Biffignandi - Lo Scarabeo - 2015